# Baie Resolute
Pour les articles homonymes, voir Resolute.

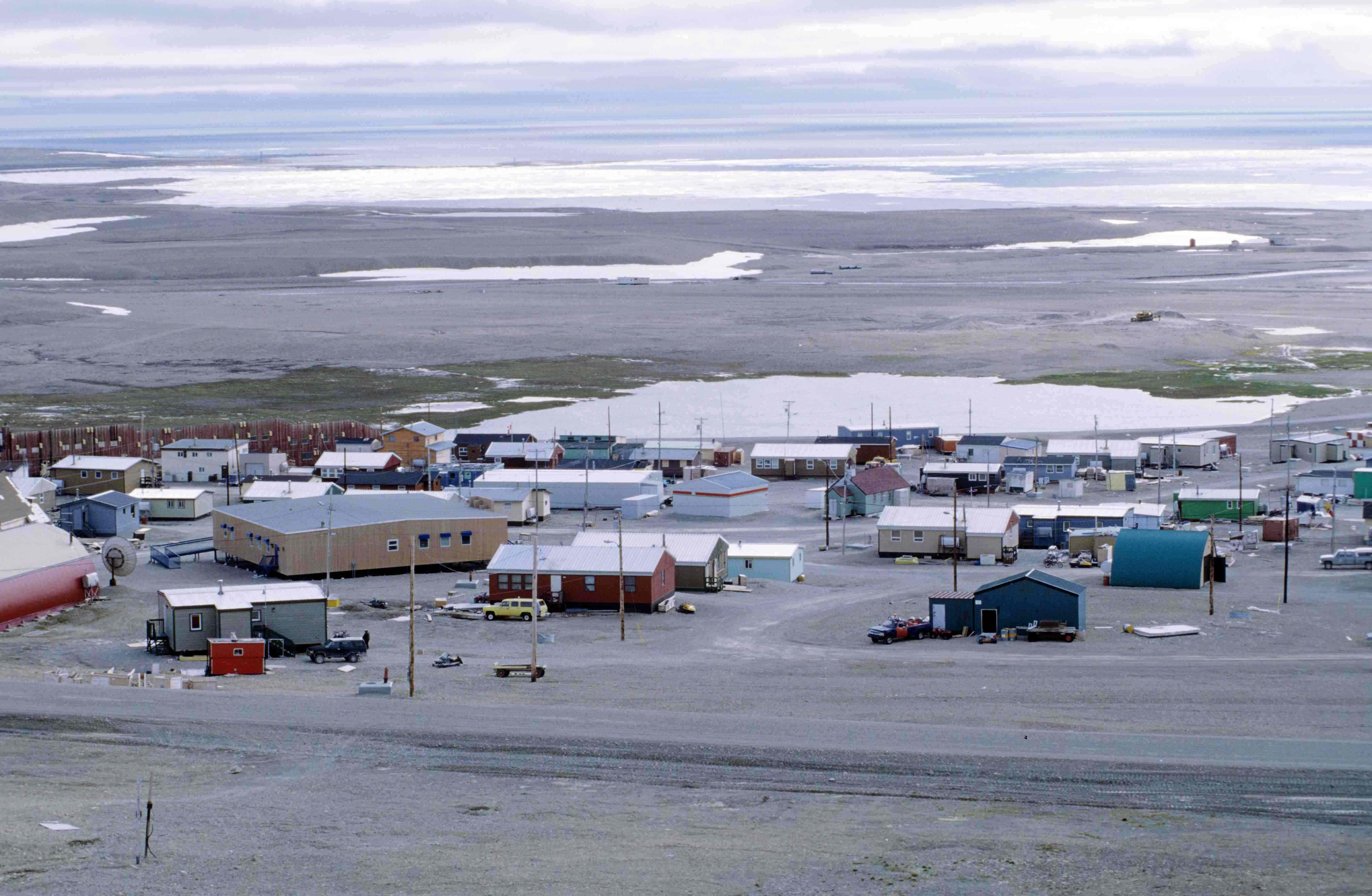
Resolute Bay : Vue de Signal Hill vers le « Village » Inuit et le passage Resolute (août 1997)

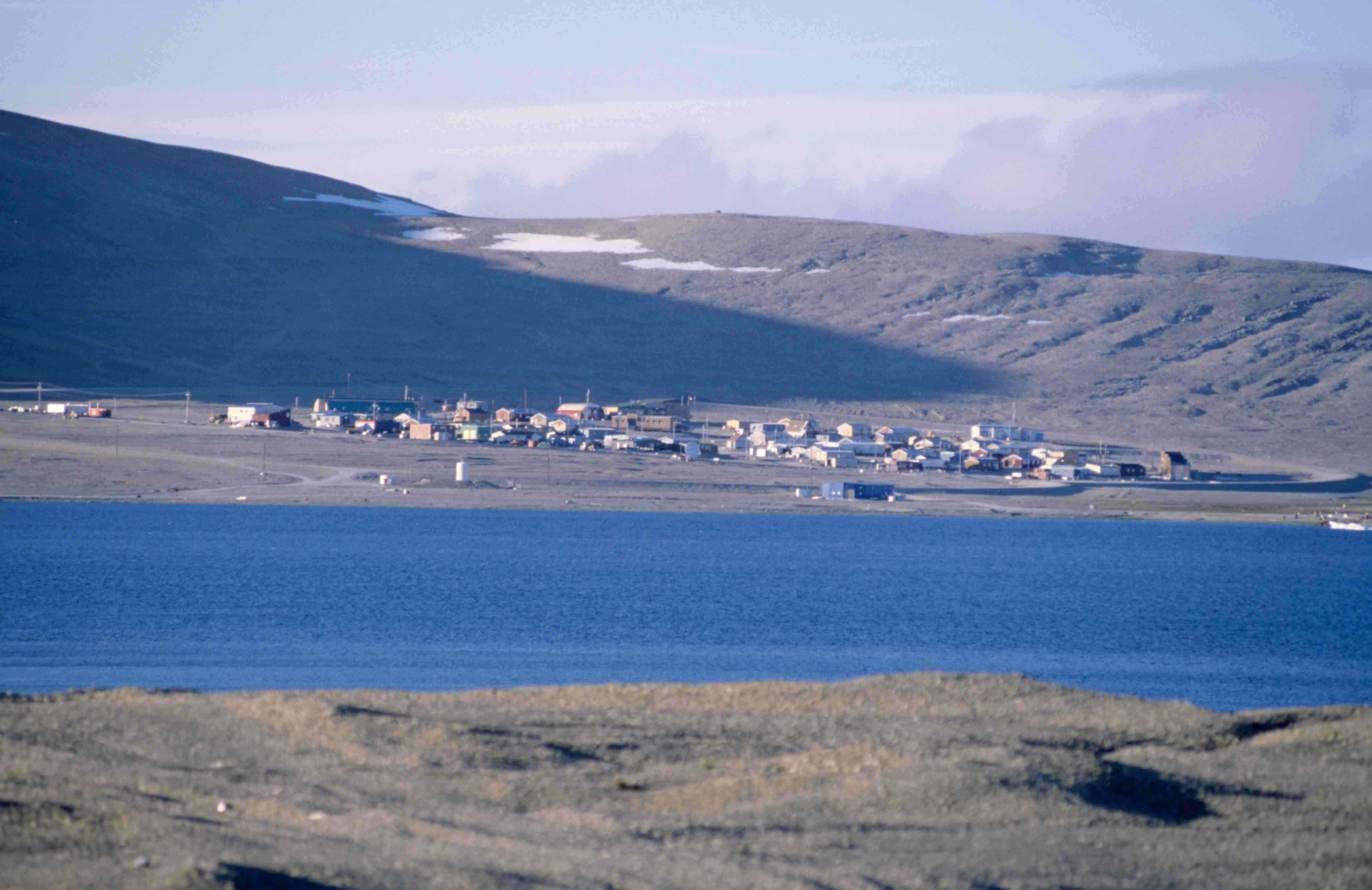
Autre vue de Resolute Bay et du « Village » (août 1997)

La baie Resolute (anglais : Resolute Bay) est une petite baie située sur la côte sud de l'île Cornwallis dans le Territoire du Nunavut. Une petite communauté, nommée Resolute ou Resolute Bay, se trouve sur la côte nord de la baie. Sa population au recensement de 2001 était de 210 habitants. C'est le 2e village habité le plus septentrional du Canada, après Grise Fiord.
Sur la côte ouest de la baie, l'Établissement de la défense en recherche en télécommunications et le Centre de recherche en communication ont établi un petit site de lancement de fusée sondes. Entre 1966 et 1971 des fusées de type Black Brant et Boosted Arcas y furent lancées.

## Passage du Nord-Ouest
En août 2013, le Premier ministre du Canada, Stephen Harper, annonça l'établissement officiel d'un centre d'entraînement des forces armées canadiennes à Resolute Bay. Ce centre d'entraînement, qui partagera vraisemblablement les installations du Ministère des ressources naturelles du Canada, s'inscrit dans une large perspective d'établissement d'une présence permanente dans la région.
Cette nouvelle base de commandement dans l'arctique pourrait ainsi devenir un centre névralgique de la démonstration de la souveraineté canadienne sur le passage du Nord-Ouest.

## Climat et végétation
L'été est court et frais à Resolute Bay ; dépassant parfois les 15 °C, mais il faut vite en profiter car il arrive parfois qu'il puisse neiger en plein mois d'été. L'hiver est très long (d'octobre à juin) et très froid, avec des températures descendant parfois jusqu'à −50 °C.
La végétation est peu abondante, on y retrouve la toundra et le sol est gelé en permanence (pergélisol). Il n'y a pas d'arbres, ce qui multiplie le facteur éolien. En été, le sol est recouvert d'une mince couche de lichens, de mousses, parfois même de plusieurs types de micro-fleurs qui survivent malgré le climat.